# Karen Høilund Nielsen
Karen Høilund Nielsen (født 8. august 1957 i Nyborg) er en dansk arkæolog og forsker.
Hun har en baggrund inden for forhistorisk arkæologi og har opnået en Mag.art. i Forhistorisk Arkæologi fra Århus Universitet i 1985. Hun startede sin karriere som videnskabelig medarbejder ved Aarhus Universitet, Forhistorisk Arkæologi, fra 1985 til 1987. Gennem årene har hun bevæget sig mellem flere forskellige institutioner, herunder en periode som Humboldtstipendiat ved Rheinische Friedrich-Wilhelms-Universität, Bonn, fra 1992 til 1993, og som seniorforsker ved Nationalmuseet, København, i 1998. Karen Høilund Nielsen har haft forskningslektorater ved Aarhus Universitet og Oslo Universitet, samt specialistroller på konsulentbasis ved Queen’s University, Belfast, Cardiff University, School of History and Archaeology, og Suffolk County Council Archaeological Service.
Hun har desuden bidraget som projektmedarbejder ved flere museer, herunder Museum Østjylland, Museum Salling, og Moesgård Museum. Hendes engagement i arkæologisk forskning inkluderer også redaktionsarbejde for Tidsskriftet Skalk.
Karen har skrevet adskillige videnskabelige publikationer omhandlende arkæologi. Hun er især kendt for at have bidraget med væsentlig forskning indenfor stil og kronologi i den yngre jernalder i Skandinavien[kilde mangler]. Hun har desuden beskæftiget sig en del med fibler fra førnævnte periode.

## Uddannelse
- 1985: Mag.art. i Forhistorisk Arkæologi, Århus Universitet
- 1987: Adjunktbedømmelse, Århus Universitet
- 1992: Lektorbedømmelse, Århus Universitet

## Akademiske ansættelser
- 1985 - 1987: Aarhus Universitet, Forhistorisk Arkæologi, videnskabelig medarbejder
- 1988 - 1989: Aarhus Universitet, Forhistorisk Arkæologi, adjunktvikar
- 1992 - 1993: Rheinische Friedrich-Wilhelms-Universität, Bonn, Humboldtstipendiat
- 1993 - 1995: Aarhus Universitet, Forhistorisk Arkæologi, forskningslektor
- 1996: Oslo Universitet, IAKN, vikariat førsteamanuensis
- 1998: Nationalmuseet, København, seniorforsker
- 1998-2004: Queen’s University, Belfast. Specialist på konsulentbasis.
- 2002 - 2005: Aarhus Universitet, Forhistorisk Arkæologi, forskningslektor (EU-projekt)
- 2005 - 2008: Cardiff University, School of History and Archaeology, Senior Research Associate
- 2008 - 2009: Aahus Universitet, Forhistorisk Arkæologi, forskningslektor
- 2009 - 2011: Syddansk Universitet, Historie, forskningslektor
- 2011: Cardiff University, School of History and Archaeology. Specialist på konsulentbasis.
- 2011: Suffolk County Council Archaeological Service. Specialist på konsulentbasis.
- 2013: Museum Østjylland. Projektmedarbejder.
- 2014: Museum Salling. Projektmedarbejder.
- 2015: Museum Østjylland. Faglig medarbejder på udstillingsprojekt.
- 2017: Moesgård Museum. Projektmedarbejder.
- 2018: Tidsskriftet Skalk/Forlaget Wormianum. Redaktionsarbejde (januar).
- 2021: Museum Salling. Projektmedarbejder.

## Bedømmelsesudvalg
- 2008: Formand for PhD bedømmelsesudvalg, Aarhus Universitet.
- 2011: Medlem af bedømmelsesudvalg for svensk doktorafhandling, Lunds Universitet.

## Forskningsprojekter

### Egne projekter
- 1985 - 1989: Regionalitet, kommunikation og social differentiering i Østersøområdet i 6.-9. årh. e.Kr.f. (Julie von Müllen/Carlsbergfondet).
- 1992 - 1995: Kunst, Kultur og Kommunikation. Skandinaviens forhold til Europa i århundrederne før vikingetiden belyst med basis i dyrestilsmaterialet (Statens Humanistiske Forskningsråd, Humboldt-Stiftung, m.fl.).
- 2008 - 2011: Fra Stavnsager til Konstantinopel. Om Sydskandinaviens tilpasning til en forandret verden 450-600 e.Kr. (Forskningsrådet for kommunikation og kultur).
- 2013 - 2017:    Et spørgsmål om tid: Kronologiske modeller for Sydskandinavien i 5.-7. årh. e.Kr. (Beckett-Fonden, Dronning Margrethe II’s arkæologiske Fond).

### Fællesprojekter[2]
- 1998 - 2001: Krigen, forsvaret og aristokratiet - faktorer bag udviklingen af de europæiske samfund i forhistorisk og historisk tid (Statens Humanistiske Forskningsråd).
- 2002 - 2005: Foreigners in Early Medieval Europe (EU’s Kultur 2000 program, ledet af RGZM Mainz og gennemført i samarbejde med ti EU-lande)[3]
- 1998 - 2013: Anglo-Saxon England c. 570-720: the chronological basis. Samarbejde mellem English Heritage, Belfast University & Cardiff University (finansieret af English Heritage).
- 2005 - 2009: The Stavnsager Settlement and Landscape project. Samarbejde mellem Nottingham University og Kulturhistorisk Museum Randers (finansieret af Kulturhistorisk Museum Randers, KUAS, British Academy, Nottingham University) (http://www.dk4.dk/?p=plug-side-item;id=1531).